# Совјетска испорука наоружања Југославији
Совјетска испорука наоружања Југославији је извршена 1944-1945. године у складу са споразумом југословенске (НКОЈ) и совјетске владе.
Ово је помогло да НОВЈ из партизанске војске прерасте у регуларну Југословенску армију и самостално преузме Сремски фронт против Вермахта.

## Споразум из октобра 1944. и испоруке
Споразумом који је маршал Југославије Јосип Броз Тито постигао са владом Совјетског Савеза у Москви крајем септембра 1944, договорено је да СССР испоручи Југославији оружје и опрему за 12 дивизија. Испоруке по овом споразуму почеле су у октобру 1944. године. Највећи део овог оружја и опреме примљен је после Београдске операције.
По споразуму, НОВЈ је временом било испоручено: 96.515 пушака, 20.528 пиштоља, 68.423 лака и тешка митраљеза, 3.797 противтенковских пушака, 512 противавионских митраљеза, 3.364 минобацача разног калибра, 170 противавионских и 895 пољских артиљеријских оруђа разног калибра, 491 авион, 65 тенкова, 1.329 радио-станица, 11 болница и другог материјала. Тим наоружањем опремљене су јединице 12. корпуса (16, 36. и 51. дивизија), 1. пролетерског корпуса (1. и 6. пролетерска и 5, 11. и 21. дивизија и три дивизије Јужне оперативне групе дивизија (23, 25. и 45. српска дивизија), као и неке друге јединице.
До краја новембра наоружање су примиле три дивизије 12. корпуса, као и Прва пролетерска, Пета крајишка и Шеста личка дивизија Првог пролетерског корпуса, док су остале дивизије преоружане током децембра 1944. године.
Пријем совјетског наоружања и опреме омогућио је развијање формационог састава јединица до пуног формационог бројног стања (8.000 бораца или више по дивизији), као и формирање разних специјалистичких састава. При дивизијама су формиране артиљеријске бригаде. Све ово довело је до великог пораста ватрене моћи јединица НОВЈ односно ЈА.
Током јесени и зиме у СССР-у је од југословенског људства формирана, опремљена и обучена Друга тенковска бригада НОВЈ, која је у марту 1945. уведена у борбу на Сремском фронту. Од добијених авиона и ваздухопловне технике формиране су у Војводини до 7. јануара 1945. Једанаеста ловачка и 42. ваздухопловна јуришна дивизија НОВЈ.

## Споразум из јануара 1945. и испоруке
Совјетско-југословенски преговори, у јануару 1945. године су резултирали повећањем војне помоћи Југославији. Осим већ добијене војно-техничке помоћи, одлуком Државног комитета одбране СССР-а од 10. фебруара 1945. године Југославији је предвиђена испорука у наоружању, ратној техници и другом војном материјалу за опремање 20 пешадијских дивизија, три артиљеријске и две тенковске бригаде, за једну комбиновану и авиотранспортну дивизију и неколико пукова везе, као и неколико инжињеријских и ауто јединица.
Само 1945. године југословенска Влада је добила у наоружању и опреми у укупном износу од 421,9 милиона рубаља, док је суседна Бугарска у периоду 1945-1946. добила за опрему 294,9 милиона рубаља. Најактивније се, у војно-политичком плановима СССР-а везаних за Балкан, крајем рата и у првим послератним годинама, разрађивала идеја о стварању јужнословенске федерације.